# Liste der Gemeinden im Landkreis Friesland
Die Liste der Gemeinden im Landkreis Friesland gibt einen Überblick über die acht kleinsten Verwaltungseinheiten des Landkreises. Drei der Gemeinden sind Städte. Schortens und Varel sind Mittelstädte, Jever, der Sitz der Kreisverwaltung, ist eine Kleinstadt.
Der Landkreis wurde im Zuge der Oldenburgischen Verwaltungsreform im Jahr 1933 aus dem Amt Jever und dem Großteil des Amtes Varel geschaffen. Bis zur Umbenennung in Landkreis Friesland im Jahr 1939 hieß er noch Amt Friesland. Durch die im Jahr 1977 durchgeführte Kreisreform wurde der Landkreis Friesland aufgelöst und die drei im Süden des Landkreises gelegenen Gemeinden Bockhorn, Zetel und die Stadt Varel in den Landkreis Ammerland umgegliedert. Die anderen Gemeinden, Jever, Sande, Schortens, Wangerland und Wangerooge wurden mit dem ostfriesischen Landkreis Wittmund zum neuen Großlandkreis Friesland zusammengefasst. Kreisstadt wurde Wittmund. Aufgrund verschiedener Verfassungsklagen vor dem niedersächsischen Staatsgerichtshof wurde die Neugliederung des Raumes Friesland/Wittmund zum 1. Januar 1980 zurückgenommen und die Landkreise Ammerland, Friesland und Wittmund in ihrer bisherigen Form wiederhergestellt.
Bei den Teilorten der Gemeinden ist das Jahr vermerkt, in dem diese der Gemeinde beitraten. Bei den Teilorten, die vor der Gebietsreform zu einem anderen Landkreis gehörten als der Hauptort der heutigen Gemeinde, ist auch dieses vermerkt. Alle Gemeinden des Landkreises sind Einheitsgemeinden.

## Beschreibung
Der Landkreis hat eine Gesamtfläche von 607,85 km2. Die größte Fläche innerhalb des Landkreises haben die Gemeinde Wangerland mit 176,0 km2 und die Stadt Varel mit 113,53 km2. Jeweils eine Gemeinde hat eine Fläche die größer ist als 80 km2, 70 km2 beziehungsweise 60 km2 (Stadt Schortens). Zwei Gemeinden haben eine Fläche von über 40 km2, darunter die Stadt Jever. Die kleinste Fläche hat die Gemeinde Wangerooge mit 7,94 km2, zu der neben der Insel Wangerooge auch noch die unbewohnte Insel Minsener Oog gehört.
Den größten Anteil an der Bevölkerung des Landkreises von 100.461 Einwohnern haben die Städte Varel mit 24.703 Einwohnern, Schortens mit 20.935 Einwohnern und Jever mit 14.749 Einwohnern. Zwei weitere Gemeinden haben über 10.000 Einwohner und jeweils eine über 9.000 beziehungsweise 8.000. Die von der Flächengröße her kleinste Gemeinde, Wangerooge ist mit 1053 Einwohnern auch die von der Einwohnerzahl her kleinste.
Der gesamte Landkreis Friesland hat eine Bevölkerungsdichte von 165 Einwohnern pro km2. Die größte Bevölkerungsdichte innerhalb des Kreises haben die Städte Jever mit 350 Einwohnern pro km2, Schortens mit 305 und Varel mit 218, gefolgt von der Gemeinde Sande mit 193. Die anderen vier Gemeinden haben eine geringere Bevölkerungsdichte als der Landkreisdurchschnitt von 165. Drei dieser Gemeinden haben eine Bevölkerungsdichte über 100, eine – Wangerland mit 52 Einwohnern pro km2 – unter 100.

## Legende
- Gemeinde: Name der Gemeinde beziehungsweise Stadt
- Teilorte: Aufgezählt werden die ehemals selbständigen Gemeinden der Verwaltungseinheit. Dazu ist das Jahr der Eingemeindung angegeben. Bei den Teilorten, die vor der Gebietsreform zu einem anderen Landkreis gehörten als der Hauptort der heutigen Gemeinde, ist auch dieses vermerkt
- Wappen: Wappen der Gemeinde beziehungsweise Stadt
- Karte: Zeigt die Lage der Gemeinde beziehungsweise Stadt im Landkreis
- Fläche: Fläche der Stadt beziehungsweise Gemeinde, angegeben in Quadratkilometer
- Einwohner: Zahl der Menschen die in der Gemeinde beziehungsweise Stadt leben (Stand: 31. Dezember 2023[1])
- EW-Dichte: Angegeben ist die Einwohnerdichte, gerechnet auf die Fläche der Verwaltungseinheit, angegeben in Einwohner pro km2 (Stand: 31. Dezember 2023[2])
- Höhe: Höhe der namensgebenden Ortschaft beziehungsweise Stadt in Meter über Normalnull
- Bild: Bild aus der jeweiligen Gemeinde beziehungsweise Stadt

## Gemeinden
| Gemeinde            | Teilorte                                                                  | Wappen                           | Karte                                               | Fläche | Einwohner | EW- Dichte | Höhe | Bild                                                                                            |
| ------------------- | ------------------------------------------------------------------------- | -------------------------------- | --------------------------------------------------- | ------ | --------- | ---------- | ---- | ----------------------------------------------------------------------------------------------- |
| Landkreis Friesland |                                                                           | Wappen des Landkreises Friesland | Lage des Landkreises Friesland in Niedersachsen     | 607,85 | 100,461   | 165        |      | … das wohl bekannteste aus dem Landkreis Friesland …                                            |
| Bockhorn            | Bockhorn                                                                  | Wappen der Gemeinde Bockhorn     | Lage der Gemeinde Bockhorn im Landkreis Friesland   | 77,15  | 8.976     | 116        | 6    | 40921 Bockhorn (FRI) Bürgerhaus                                                                 |
| Jever (Kreisstadt)  | Jever                                                                     | Wappen der Stadt Jever           | Lage der Stadt Jever im Landkreis Friesland         | 42,13  | 14,749    | 350        | 9    | Schloss Jever                                                                                   |
| Sande               | Sande Gödens (1972; gehörte vor der Gebietsreform zum Landkreis Wittmund) | Wappen der Gemeinde Sande        | Lage der Gemeinde Sande im Landkreis Friesland      | 45,0   | 8.683     | 193        | 0    | Marienturm Sande · Ems-Jade-Kanal bei Sande                                                     |
| Schortens (Stadt)   | Schortens Sillenstede (1972)                                              | Wappen der Stadt Schortens       | Lage der Stadt Schortens im Landkreis Friesland     | 68,67  | 20,935    | 305        | 6    | Windmühle im Ortsteil Accum                                                                     |
| Varel (Stadt)       | Varel-Stadt Varel-Land (Zusammenschluss 1972)                             | Wappen der Stadt Varel           | Lage der Stadt Varel im Landkreis Friesland         | 113,53 | 24,703    | 218        | 8    | Modell des Vareler Schlossplatzes · Vareler Hafen                                               |
| Wangerland          | Hohenkirchen Hooksiel Minsen Tettens Waddewarden (Zusammenschluss 1972)   | Wappen der Gemeinde Wangerland   | Lage der Gemeinde Wangerland im Landkreis Friesland | 176,0  | 9.105     | 52         | 2    | im Alten Hafen von Hooksiel                                                                     |
| Wangerooge          | Wangerooge                                                                | Wappen der Gemeinde Wangerooge   | Lage der Gemeinde Wangerooge im Landkreis Friesland | 7,94   | 1.053     | 133        | 8    | Wangerooger Westturm von der Inselbahn aus · Blick von der Promenade auf den Wangerooger Strand |
| Zetel               | Zetel Neuenburg (1972)                                                    | Wappen der Gemeinde Zetel        | Lage der Gemeinde Zetel im Landkreis Friesland      | 81,26  | 12,257    | 151        | 10   | Zeteler Schloss                                                                                 |